# 国际图像互操作性框架

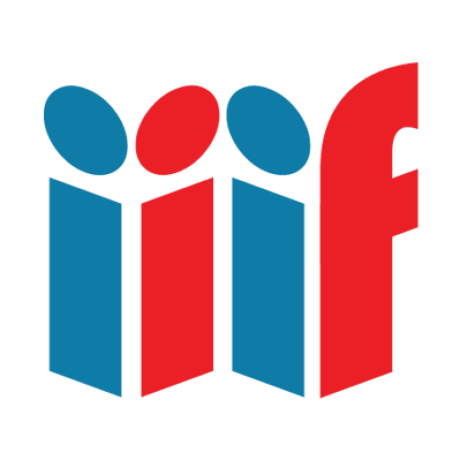
IIIF标志

国际图像互操作性框架（英語：International Image Interoperability Framework，简写IIIF）定义了几种应用程序编程接口，从而提供了一种在网络上描述和提供图像的标准化方法以及关于结构化图像的“基于表示的元数据”（即结构元数据）。如果持有艺术品、书籍、报纸、手稿、地图、卷轴、单页收藏和档案材料的机构为其内容提供IIIF端点，则可以用任何兼容IIIF的查看器或应用程序来消费和显示图像及其结构和表示的元数据。
有许多数字化计划会通过使用特殊的查看器应用，来把自己的某些收藏品内容呈现到互联网上，但这些不同的馆藏通常不能相互操作。这会导致终端用户或机构无法选择他们想要的查看器来消费数字化的材料。IIIF旨在为客户端和服务端培养共享的技术，以实现跨存储库的互操作性，并促进兼容的服务器和查看器应用程序的市场。

## 图像API
IIIF图像API规定了一个响应标准HTTP或HTTPS请求并返回图像的网络服务。可以使用URI来指定所请求图像的区域、尺寸、旋转、质量特征和格式。一个URI也可以被构建为请求关于图像的基本技术信息，以用于支持客户端的应用程序。
对于一个给定的高分辨率源图像，图像API端点的一个主要用途是允许客户端请求低分辨率图块，以用于OpenSeadragon等深度变焦风格的查看工具中。

## 陈述API
IIIF陈述API规定了一种网络服务，它可以返回JSON-LD格式的结构化文档，这些文档共同描述了数字化对象或其他图像和相关内容集合的结构与布局。
一个机构会发布一份清单（一个JSON-LD文档），描述每本书、艺术品、手稿或其他人工制品的结构。清单包含对图像API端点的引用。消费该清单的查看器应用程序，可以通过实现诸如逐页导航、深度放大图像和图像上注释等功能，使用户在艺术品上产生连贯的用户体验。

## 搜索API
IIIF搜索API允许“在单个IIIF资源中搜索注释内容，例如清单、范围或集合。”

## 使用示例
IIIF的一个用例，是允许用户查看过去被肢解的手稿，它的各页现在分散在各种收藏中。如果每个集合都通过图像API公开其数字化图像，那么学者就可以构建并发布一个清单，以数字的方式重新组合所有页面，以便在任何兼容的查看器中为手稿呈现单一连贯的用户体验。

## 历史
图像API于2011年底提出，由大英图书馆、斯坦福大学、博德利图书馆（牛津大学）、法国国家图书馆、挪威國家圖書館、洛斯阿拉莫斯国家实验室研究图书馆和康奈尔大学合作提出。2012年发布了1.0版本。
陈述API 1.0版于2013年发布，搜索API于2016年发布。

## 支持IIIF API的部分软件列表

### 图像服务器
- Cantaloupe[11]
- Hymir IIIF Server[12]
- Loris IIIF Image Server[13]
- IIPImage[14]
- digilib[15]
- Djatoka（通过助手程序支持）[16]

### 查看器/客户端程序库
- OpenSeadragon[17]
- Mirador[18]
- Wellcome Player[19] / British Library Universal Viewer[20]
- IIIFViewer[21]
- Leaflet-IIIF[22]
- IIPMooViewer[23]
- iNQUIRE[24]
- CONTENTdm[25]